# Charles-Henri-Paul d'Arbonneau
Charles-Henri-Paul d'Arbonneau, francoski general, * 21. april 1878, † 18. maj 1974.